# Сікорський Яків Парфентійович
Я́ків Парфенті́йович Сіко́рський (*8 листопада 1904, Джуринці сучасного Немирівського району — 1980) — письменник родом із Східного Поділля. 1959 — член Спілки письменників СРСР.
Походить із селянської родини. Закінчив навчання в Сімферопольському педагогічному інституті, працював учителем. Учасник Другої світової війни, нагороджений медалями.
Збірки оповідань:
- «Матросова тополя» — 1956,
- «Штурм» — 1958;
- повість «Не ходи манівцями» — 1963,
- книги повістей «Айстри» — 1966,
- «Сувора пам'ять» — 1973, та інші. Писав також російською мовою.